# 平澤進
平澤進（日語：平沢 進，1954年4月1日—），日本音樂家、音樂製作人。在1979年以電子樂樂團「P-MODEL」团长身分正式出道，之後與HIKASHU和Plastics一同被稱為「Techno御三家」（日語：テクノ御三家）樂團之一。樂團本身經過多次曲折，目前处于称为「培養」的休止状态，現在則是以個人為主，進行各式各樣的活動。愛稱為「師父」（日語：師匠）、「Hirasawa」（日語：ヒラサワ）。

## 经历
1965年，小學5年級時，受西洋樂團「The Ventures」、「The Spotnicks」、「The Atlantics」觸發，接觸電吉他，由此開始了音樂生涯。
1973年，組成摇滚·重金属樂團「MANDRAKE」。隨後樂團逐漸成長，風格漸漸傾向前衛搖滾，有數家唱片公司曾聯繫簽約事宜，但最終於1978年解散。

### P-MODEL第一阶段
解散前他已開始摸索P-MODEL，並與MANDRAKE的成員田中靖美一同製作了「配線上のアリア」。1978年到1983年之間曾在山葉的合成器教室當過講師。在此期間，在週刊Playboy週刊誌上所進行的合成器多重錄音比賽中，平澤的作品獲得入選。此作被收錄於專輯獲得發行。
1979年元旦組成樂團P-MODEL，以團長兼主唱的身份正式出道。在活躍於樂團的同時以筆名進行創作。他以「異母犯抄」（为“異母犯妙（いぼはんみょう）”的误植）的筆名為職業摔角選手長州力創作了入場主題曲。此外也以筆名「福来良夫」的名義提供了摔角選手カルガリーハリケーンズ的主題曲。這些曲子皆可在職業摔角主題曲的合輯CD中聽到。他還為一些藝人擔任製作人，例如他在合成器教室的學生折茂昌美、足立真理組成的「Shampoo」，還有後來在P-MODEL翻唱大會中獲勝的「PEVO」，這兩個組合至今仍與平澤進相交甚篤。
1984年組成實驗性樂團「旬」。專輯之間經常相隔數年，最後一張專輯發佈於1996年。

### 个人名义出道
1988年12月，P-MODEL以「凍結」稱呼，宣布停止活動。
1989年9月，隨著專輯的發表而開始以個人名義出道。
1990年代開始，進行個人活動的同時，也提供樂曲給YAPOOS、島崎和歌子、宮村優子等藝人，也將創作領域擴展至動畫作品的配樂。除了《風暴戰士ORGUN》、《烙印勇士》等作品之外、2000年代則參與了電視動畫《妄想代理人》及電影《千年女優》、《盜夢偵探》的音樂創作。最近還為《烙印勇士》劇場版動畫創作了主題曲。

### P-MODEL第二阶段
1991年，將P-MODEL「解凍」（重新開始活動）。1993年，P-MODEL以「待機」為名，再度宣布暫時停止活動。
1994年7月8日到1995年3月31日之間，在電台FM群馬播放廣播節目「平澤進的techno實驗工房」（日語：平沢進のテクノ実験工房）。共同主持節目的是上野洋子（原ZABADAK成員）和改訂P-MODEL的成員福間創。此廣播節目在之後由平澤當時的粉絲俱樂部（HIRASAWA BYPASS）以卡帶的形式限定發售。

### P-MODEL第三阶段
同年，P-MODEL完成「改訂」，重新開始活動。改訂P-MODEL將因特網作為樂團關鍵詞，各位成員都開設了個人網站。平澤進的網站是「Ghost Web」，1996至2006年該網站在線。
1996年11月15日於東京新宿LIQUIDROOM舉辦通宵演出。原先是預定進行包含平澤在內的P-MODEL四位成員各自的個人演出，然而平澤卻缺席。雖然對外公開的理由是「感冒」，數日後平澤自身卻在GHOST WEB上表示「我不是個會為了小感冒就休息的人。雖然我不能說休息的真正理由。」。
1997年，平澤脫離了以往所屬的，自己設立事務所CHAOS UNION（日語：ケイオス・ユニオン）。在事務所開業的告知信件裡，說明了之前缺席的理由是「要人命的日程安排」。官方粉絲俱樂部也從「HIRASAWA BYPASS」更名為「Green Nerve」。一些曾在「HIRASAWA BYPASS」發售的VHS錄像帶和周邊商品在「Green Nerve」重新發行（影像以DVD形式復刻）。
1999年，為了紀念P-MODEL從藝20週年、平澤進10週年而開始進行大規模企畫「 P-MODEL OR DIE」。5月，召開見面會宣布脫離唱片公司並以網路為中心活動，同時公開P-MODEL的最新專輯「音楽産業廃棄物」的製作工程。同年，與Progressive Rock樂團Cluster的成員Roedelius及小西健司(4-D・P-MODEL)單憑在網路上的交流進行共同合作，以「Global Trotters」的名義發行了專輯《Drive》。自己所負責的樂曲部分則以其獨特的“裡聲”唱腔歌唱，在歌詞上也可看見本應寫作漢字的地方用片假名表示等帶有個人風格的特徵。
2000年，在網路上舉辦前一年企畫的最終活動。同年12月，P-MODEL以「培養」為名，宣布停止活動。從第八張專輯開始由CHAOS UNION發售CD。

### 后P-MODEL时期
2001年7月，開始名為「Hirasawa Energy Works （页面存档备份，存于）」的企畫。這是一個嘗試以太陽能作為所有必須的電力來源來製作音樂的企畫。此期間也進行了專輯《SOLAR RAY》的製作。在這之後，在支持太陽能發電和本企畫的粉絲的協助下，舉行了演唱會「SOLAR LIVE」，該演唱會只使用收集自自然的電力。這個企畫在日本電視台NHKBS2和TBS皆有被製作成特集播放。
2003年，為抗議伊拉克戰爭，以（對殺戮的抗議發佈）為題，將自己的樂曲、「Love Song［2003年版］」在網路上免費發佈。
2003年3月，以筆名「坂田四郎」的名義參與ゆいこ的單曲（朝日啤酒《穣三昧》廣告曲）的製作。（電視廣告中使用的部分為平澤作曲，剩下的則為ゆいこ作曲。）
為NHK《おかあさんといっしょ》（跟媽媽一起）2003年10月的歌「地球ネコ」的作詞作曲，由今井ゆうぞう與はいだしょうこ）演唱。儘管是提供給幼兒取向的兒童節目樂曲，僅有歌詞多少單純了一些，其他仍維持平澤一貫的風格。2006年12月於該節目中再度被播送。
2007年，一轉之前以互動演唱會（Interactive Live）為主的做法，开始舉辦非互動演唱會（Non Interactive Live）类型的「LIVE PHONON 2550」。此後於2008年舉辦「LIVE PHONON 2551」，2010年舉辦「LIVE PHONON 2553」，2011年舉辦「東京異次弦空洞」，2012年舉辦「LIVE PHONON 2555」,並發售了一些列的演唱會DVD。
2008年6月，與義大利的死亡金屬系歌手Riccardo Brett (InhVmaN）共同創作，發行了maxi single「Tetragrammaton」。
2009年2月，發行個人第11張原創專輯。
2009年9月1日，作為P-MODEL30週年、個人活動20週年紀念，開始了以「凝集する過去 還弦主義8760時間」為題的企畫。8760小時，也就是長達一整年間，將P-MODEL時代的曲子或個人活動初期的樂曲，以平澤個人的曲風特徵「電子音與弦樂的融合」重新編排，其過程公開在Twitter和官方網站上。在此企畫內發行了專輯。更在2011年1月時，為紀念Twitter上關注者超過3萬人而舉行演唱會「東京異次弦空洞」，經過約3個月左右的延長後結束了企畫。另外，原本預定於企畫結束後終止使用Twitter，結果還是決定繼續使用。
2011年8月開始，為紀念Twitter上關注者超過5萬人，在Ustream上不定期發佈節目「Hirasawa監視5万秒」。將平澤的作業景象合計5萬秒不定期發佈，並且在最終回中彈了吉他。
2012年2月，發行了CD Box「HALDYN DOME」，其中收錄了20世紀期間以平澤進個人名義發表的所有作品。其中也有例外，創作於21世紀的《Sign》被收錄，而2000年10月發售的專輯卻被排除在外。
2012年，發表了於2012年公開的電影《烙印勇士 黃金時代篇I 霸王之卵》的劇中歌「Aria」。
2013年6月，為其兄YOU1經營的音樂咖啡店“GAZIO”製作專輯《P-0 GAZIO Mix CD》。內容是在DVD《P-0》中使用的樂曲的Remix。
2014年9月，曾與平澤進簽約的日本環球音樂（當時是寶麗多唱片）開展了紀念平澤進從藝25週年的企畫。9月發售了精選集和初期的三張專輯，11月將動畫原聲的精選集和《errorCD》《AURORA》《Sim City》以SHM-CD格式發售。

## 轶事

### 以網路為中心之後的活動
對於網路的可能性表示認可，舉辦了名為「Interactive Live」風格的演唱會。透過裝設於會場中的各種介面，使得觀眾的行動可影響演唱會的進行，而因應此現象在演奏的樂曲上展開變化，重視演出效果及觀眾的雙邊效應。不僅如此，還將演唱會上的進行及會場中的聲響在同一時間於網路上發佈，並且不是只知道會場狀況而已，人們不必親自到會場即可以「居家觀眾」的身份對演唱會進行若干干涉等，在為了演唱會特別設立的網站上做了各式各樣的嘗試。這些嘗試受到高度評價，於2001年時，「Interactive Live Show 2000 賢者のプロペラ」在（財）デジタルコンテンツ協会與經濟產業省共同舉辦的「Digital Contents Grand Prix 2001」上獲得經濟產業大臣獎及演藝部門最優秀獎。
開始以MP3的形式進行下載販售之時，於1998年自行結束與唱片公司的契約。
2009年對於平澤進是出道30週年、個人活動20週年。為此，在同年9月開始了名為的企畫。目前在Twitter上進行製作過程的報告等，其發言在網路上時而蔚為話題。
2011年3月，以自由記者、大眾媒體為取向進行mp3的免費發佈。

### 從著作權管理團體及大型唱片公司的撤離
向來不太注重權利關係的平澤發現，自己的樂曲以永久轉讓的方式定下了契約。由JASRAC所集資而來的金額會透過出版公司將扣除50%後的金額交還至藝人手中，但關於出版公司所取得之剩下的50%的金額將如何做運用？對於此一質問，出版公司僅回答「在促銷活動上持續努力」，而在怎樣的促銷活動上做運用、又呈現出多少費用上的相對效果等，並沒有做出平澤可以接受的具體回答。對此平澤表示「自己的權力無法與自己所選擇的公司訂定契約是怎麼一回事呢」「就發這麼一次牢騷」。
目前，關於平澤最新創作CD的販售方法是以所屬事務所直接銷售的網路販售為中心，擁有店內存貨的店家僅限於像是Tower Records或HMV等大範圍地販賣大都會中小型唱片公司商品的CD店鋪，想要個別取得以前的舊作十分困難。但是一部分的電影原聲帶作品並不包含在此而於日本國內流通。除此之外，版權為Polydor Records的一部份的專輯可在iTunes Store以AAC的檔案格式取得。
MP3檔案的部分則是在官方網站上進行未CD化曲目的販售，此外，發行新專輯時會將收錄曲目中的一首或是不採用的曲目數首在網站上免費發佈。

### 使用器材
在日本本土電吉他製造廠商開始脫離量產海外複製產品的1980年代初期，各家廠商掀起了原創設計風潮，大量生產並向海外輸出國產原創設計的電吉他。其中大放異彩的是東海楽器所製造販賣的金屬吉他「Talbo」，而平澤以在初期（1983年左右）即為使用者而知名，受其素材的特異性吸引，到了近年仍持續使用。然而經過長年的過度使用而磨損，需要修繕之時，卻因原製造商的東海樂器，其公司經營上的不穩定而無法取得同商品（連修繕都無法順利進行），最後委託另一家吉他製造廠商Fernandes Guitars製造與「Talbo」同型式，在此廠商內稱呼為「PHOTON」的吉他（款式嚴格上來說跟「Talbo」不一樣）。現在則擁有名為ICE-9的原創吉他，在此吉他完成之際，發售了受到其觸發所製作的樂曲合輯《ICE-9》。
同時也是山葉製造的「Miburi」初期愛用者。Miburi的系統是將專用觸發器內藏於專用的服裝中，隨著穿著其服裝的人物的一舉一動而得以演奏合成器。雖然主要是在演唱會中使用，但近年來較少使用。
在近年的演唱會中則是使用將腳踏車的車輪改造，其直流式發電機藉由平澤自己手動轉動所產生的電力而使MIDI的觸發器發動的「graviton」，或是藉由按壓按鈕來鳴聲的特斯拉線圈或雷射豎琴等。
現在在音樂製作上仍然使用Amiga。在2005年時開始參與AmigaOS 4.0啟動音的製作。同時也使用在Interactive Live的影像操作上。
平澤在官方網站上表明，與兩曲中使用了「業餘人士也會使用的，极普通的廉價發聲器（vocal engine）」。而在ユリイカ2008年12月臨時增刊號(ISBN 978-4-7917-0187-2)裡具體表明了是LOLA。另外，雖然曾有平澤將發聲器稱呼為「姊姊」（日語：お姉さん）的传闻，但在上述雜誌中本人表示否定。然而，平澤确实在官方网站上关于發聲器，曾写过「姊姊再多磨練磨練也是職業級的。」。而關於合成音的部分，在1992年發行的專輯「P-MODEL」所收錄的「wire self」「error of universe」等曲子中已被使用。在這邊所使用的是附屬在Amiga OS的工具“say”。

### 关于环保
從初期開始以自家錄製所製作的作品就已相當多數，之後的專輯全部都是自家錄製。前述在Hirasawa Energy Works中所使用的太陽能發電系統（solar studio）仍然健在，根據在2007年2月所進行的訪談得以確認，至少到2007年為止皆有使用。當初Hirasawa Energy Works開始時，將120W的太陽能板兩片裝設於形似望楼的塔上，剩下的兩片立在窗邊，現在則是4片都已設置完畢。
自從意識到環保運動之後將自己的車換為豐田普銳斯。若移動範圍小的話則多半是搭乘斜靠背式單車（Recumbent bicycle）。搭乘斜靠背式單車的姿態可在「RIDE THE BLUE LIMBO」的PV獲得確認。所使用的單車是美國廠商Burley出產的「Limbo」。

## 主要出演、提供節目

### TV出演
- - 來賓出演 以YAPOOS（日语：ヤプーズ）登場、1991年、フジテレビ
- SOUND GIG - 與ケラ（日语：ケラリーノ・サンドロヴィッチ）一同來賓出演、1991年、不明
- 美・I・ism - 來賓出演、1991年、WOWOW
- - 來賓出演、1992年、テレビ神奈川
- - 來賓出演、1993年、北海道テレビ
- - 來賓出演・特集、1997年、NHKBS2
- - 訪談出演、2001年、TBS
- - 訪談出演、2006年、テレビ東京

### 廣播出演
- - 主持人、1994年～1995年、FM群馬
- - 來賓出演、2002年、TOKYOFM

### 音樂提供
- - 1992年、北海道テレビ
- - 2006年、NHK教育テレビ

### LIVE轉播
- INTERACTIVE LIVE SHOW 1998 WORLD CELL - VEWSIC

## 作品

### 專輯
- （1989年9月）
- (1990年5月)
- Virtual Rabbit（1991年5月）
- AURORA（1994年2月）
- Sim City（1995年8月）
- SIREN（1996年8月）
- （1998年8月）
- （2000年10月）
- BLUE LIMBO（2003年2月）
- （2006年2月）
- （2009年2月）
- （2012年11月）
- （2015年11月）
- （2021年7月）
- （2024年9月）

### 單曲
- （1990年5月）
- （1991年6月）
- （1992年4月）
- (default version)（1996年8月）
- BERSERK -Forces-（1997年11月）

### 原聲帶
|                | 發售日         | 標題                     | 規格 | 規格編號   |
| -------------- | -------------- | ------------------------ | ---- | ---------- |
| 動畫           | 1991年7月25日  | DETONATORオーガン 1      | CD   | POCH-2025  |
| 動畫           | 1991年10月25日 | DETONATORオーガン 2      | CD   | POCH-2026  |
| 動畫           | 1992年3月25日  | DETONATORオーガン 3      | CD   | POCH-2027  |
| 小說           | 1993年1月25日  |                          | CD   | POCH-1183  |
| 動畫           | 1997年11月6日  | ORIGINAL SOUNDTRACK      | CD   | VPCG-84639 |
| アトラクション | 1999年4月25日  |                          | CD   | ZA-0018    |
| 遊戲           | 1999年12月15日 | Original Game Soundtrack | CD   | MMCC-7008  |
| 電影           | 2002年9月6日   |                          | CD   | CHTE-0022  |
| 動畫           | 2004年5月12日  |                          | CD   | CHTE-0029  |
| 電影           | 2006年11月23日 |                          | CD   | CHTE-0038  |
| 动画/游戏      | 2016年9月14日  |                          | CD   | CHTE-0079  |

### REMAKE・BEST ALBUM
- （1992年5月）
- SOLAR RAY（2001年10月）
- SWITCHED-ON LOTUS（2004年1月）
- （2007年6月）
- （2010年6月）
- （2010年11月）

### 其他專輯
- error CD（1990年10月）
- ICE-9（2005年8月）
- PHONON2550 LIVE（2008年4月）
- Tetragrammmaton（2008年6月）
- SIREN - 再發售HQCD版（2009年3月）
- - 再發售HQCD版（2009年3月）

### 下載音源
- MP3 version（2000年11月）
- Hirasawa Energy Works（2001年8月）
- （2003年7月）
- （2003年）
- （2004年12月）
- （2006年7月）
- （以名義於2011年6月限定發佈）
- （2015年12月）（推特粉丝数量达到8万的纪念活动的主题曲）[8]

### VHS錄影帶
- Error（1990年9月）
- Making of TOKYO PARANESIAN - FC(Fan club)會員限定販售
- - FC會員限定販售
- INTERACTIVE LIVE SHOW 1995「SIM CITY」 (1995年12月) - FC會員限定販售，於2003年11月以DVD重新發售
- INTERACTIVE LIVE SHOW 1996（1997年1月） - 於2007年10月以DVD重新發售

### DVD
- INTERACTIVE LIVE SHOW 2000version1.4（2001年5月）
- LIVE SOLAR RAY (2002年9月)
- INTERACTIVE LIVE SHOW 1995「SIM CITY」（2003年11月） - FC會員限定販售
- INTERACTIVE LIVE SHOW 2003「LIMBO-54」（2003年11月）
- (2006年9月)
- INTERACTIVE LIVE SHOW 1996（2007年10月） - FC會員限定販售
- INTERACTIVE LIVE SHOW 2006（2007年10月）
- (2008年8月)
- LIVE PHONON 2550 DVD「PHONON 2550 VISION」（2008年10月）
- LIVE PHONON 2551 DVD「PHONON 2551 VISION」（2009年9月）
- INTERACTIVE LIVE SHOW 2009「LIVE 点呼する惑星」（2010年2月）
- LIVE PHONON 2553 DVD「PHONON 2553 VISION」（2011年5月）
- （2011年11月）

### 書籍
- （1999年12月）-P-MODEL組成20週年/平沢進個人出道10週年記念官方單行本。
- （2005年6月）
- （2008年10月）

### 電子書籍
- （2010年10月）

## 关联项目
- 今敏
- 三浦建太郎
- 梦之岛公园 － 《妄想代理人》片头曲《梦之岛思念公园》得名于此

## 外部連結
- （日語） NO ROOM - The official site of Susumu Hirasawa (P-MODEL) （页面存档备份，存于）（P-MODEL官方網站）
- （日語） （平澤進個人出道20週年及P-MODEL出道30週年的記念活動特設網站）
- （日語） Susumu Hirasawa的X（前Twitter）（平澤進個人的twitter）
- （日語） 平澤進・官方網站的X（前Twitter）（平澤進官方資訊Twitter）
- （英文） susumu hirasawa info EN的X（前Twitter）（平澤進官方英文資訊Twitter）
- （日語） 平澤進的Instagram帳戶
- （日語） TALBO Secret Factory （页面存档备份，存于）（對目前販賣Talbo的樂器店的投稿網頁）
- （日語） ITmedia +D LifeStyle （页面存档备份，存于）（」平澤進訪談）
- （日語） MAMMO.TV(平澤進訪談）
- （日語） ASCii.jp （页面存档备份，存于）（平澤進訪談）